# Placilla (navire)
Pour les articles homonymes, voir Placilla (homonymie).
Le Placilla était un quatre-mâts barque qui a été construit en 1892 pour F. Laeisz de Hambourg en Allemagne. Il a été vendu en 1901 et rebaptisé Optima en 1903. Il fit naufrage en 1905 sur le Haisborough Sands.

## Conception
Le Placilla a été construit par Joh. C. Tecklenborg à Geestemünde en Allemagne. Il mesurait 113 mètres de longueur totale, avec une largeur de 13,58 m et un tirant d'eau de 13,58 m. Il avait quatre mâts et était gréé en barque, avec des mâts portant des huniers, des doubles perroquets et des cacatois au sommet . Son tirant d’air était de 52,50 mètres. Sa surface de voiles était de 3 500 mètres carrés. Le Placilla était un navire jumeau du Pisagua, qui a été lancé sept mois plus tard que lui.

## Historique
Le Placilla entra en service avec F. Laeisz de Hambourg en 1892. Il a été utilisé sur la route entre l’Allemagne et le Chili. En 1892, le Placilla a fait le voyage de Cap Lizard à Valparaíso, au Chili, en 58 jours. C’était un temps record qui fut égalé par le Potosi en 1900, le Pitlochry en 1902, le Preußen en 1903, l'Eldora en 1904 et à nouveau le Preußen en 1905. Il a enregistré un voyage le plus rapide d’Iquique, au Chili, à la Manche de 71 jours et un voyage de Pisagua, au Chili, au Cap Lizard en 78 jours. En 1901, il est vendu à Rhederei Actien-Gesellschaft von 1896 de Hambourg. Il a été rebaptisé Optima en 1903. Le 6 janvier 1905, il quitte Hambourg à destination de Santa Rosalía, au Mexique, avec une cargaison de coke. Le 18 janvier 1905, il s’échoue sur les brumeux Haisborough Sands après une tempête en mer du Nord, au large des côtes du Norfolk et fait naufrage. Tout l’équipage a survécu.

## Capitaines
Les capitaines du Placilla étaient :
- Robert Hilgendorf (1892-1894)
- Otto Schmidt (1894-1901)
- P. Wilhelm Thöm (1901-1903)
- H. Butz (1903-1905)

## indicatif
Le Placilla s’est vu attribuer l’indicatif RJLM.